# Anisozyga adornata
Anisozyga adornata är en fjärilsart som beskrevs av Louis Beethoven Prout 1913. Anisozyga adornata ingår i släktet Anisozyga och familjen mätare. Inga underarter finns listade i Catalogue of Life.